# Ascidia parasamea
Ascidia parasamea är en sjöpungsart som beskrevs av Kott 1985. Ascidia parasamea ingår i släktet Ascidia och familjen Ascidiidae. Inga underarter finns listade i Catalogue of Life.